# Steve Zahn
Steven James Zahn (Marshall, 13 november 1967) is een Amerikaans acteur en komiek. Hij won voor zijn bijrol als Wayne Wayne Wayne Jr. in de misdaad-komediefilm Happy, Texas een Independent Spirit Award en de juryprijs van het Sundance Film Festival 1999. Tevens werd hij hiervoor genomineerd voor onder meer een Golden Satellite Award. Zahn maakte zijn filmdebuut in 1991 in de televisiefilm First Love, Fatal Love. Een jaar later was hij voor het eerst op het witte doek te zien in Rain Without Thunder.
Zahn speelt ook in televisieseries en is stemacteur. Zo sprak hij de stemmen in van personages in onder meer Stuart Little, Dr. Dolittle 2 en Chicken Little. Tevens speelt hij gitaar, wat hij op film doet in onder meer That Thing You Do! en Evil Woman.
Zahn trouwde in 1994 met Robyn Peterman, met wie hij in april 2000 zoon Henry James Zahn kreeg en in april 2002 dochter Audrey Clair Zahn.

## Filmografie
*Exclusief televisiefilms
| - Cowboys (2020) - Uncle Frank (2020) - Tall Girl (2019) - Where'd You Go, Bernadette (2019) - Blaze (2018) - Lean on Pete (2017) - War for the Planets of the Apes (2017, stem) - Captain Fantastic (2016) - The Ridiculous 6 (2015) - Knights of Badassdom (2013) - Dallas Buyers Club (2013) - Escape from Planet Earth (2013, stem) - Diary of a Wimpy Kid: Dog Days (2012) - Diary of a Wimpy Kid: Rodrick Rules (2011) - Diary of a Wimpy Kid (2010) - Calvin Marshall (2010) - A Perfect Getaway (2009) - Night Train (2009) - Management (2008) - Unstable Fables: 3 Pigs & a Baby (2008, stem) - Strange Wilderness (2008) - Sunshine Cleaning (2008) - The Great Buck Howard (2008) - Rescue Dawn (2006) - Bandidas (2006) - Chicken Little (2005, stem) - Sahara (2005) | - Speak (2004) - Employee of the Month (2004) - Shattered Glass (2003) - Daddy Day Care (2003) - National Security (2003) - Stuart Little 2 (2002, stem) - Riding in Cars with Boys (2001) - Chelsea Walls (2001) - Joy Ride (2001) - Dr. Dolittle 2 (2001, stem) - Evil Woman (aka Saving Silverman) (2001) - Chain of Fools (2000) - Hamlet (2000) - Stuart Little (1999, stem) - Freak Talks About Sex (1999) - Forces of Nature (1999) - Happy, Texas (1999) - You've Got Mail (1998) - Safe Men (1998) - Out of Sight (1998) - The Object of My Affection (1998) - SubUrbia (1996) - That Thing You Do! (1996) - Race the Sun (1996) - Crimson Tide (1995) - Reality Bites (1994) - Rain Without Thunder (1992) |

## Televisie
| Jaar     | Titel                                        | Rol                   | Bijzonderheden                                            |
| -------- | -------------------------------------------- | --------------------- | --------------------------------------------------------- |
| 2010-... | Treme                                        | Davis McAlary         | ...                                                       |
| 2013     | Randy Cunningham: 9th Grade Ninja            | Terry McFist (stem)   | Aflevering: 'Fart-Topia'                                  |
| 2009     | Monk                                         | Jack Monk, Jr.        | Aflevering: 'Mr. Monk's Other Brother'                    |
| 2008     | Phineas and Ferb                             | Swampy (stem)         | Aflevering: 'Dude, We're Gettin' the Band Back Together!' |
| 2008     | Comanche Moon (miniserie)                    | Augustus 'Gus' McCrae | Drie afleveringen                                         |
| 1998     | From the Earth to the Moon (miniserie)       | Astronaut Elliot See  | Aflevering: 'Can We Do This?'                             |
| 1997     | Liberty! The American Revolution (miniserie) | American Sergeant     | Vier afleveringen                                         |
| 1995     | Friends                                      | Duncan                | Aflevering: 'The One with Phoebe's Husband'               |
| 1995     | Picture Windows                              | Crook                 | Aflevering: 'Armed Response'                              |
| 1993     | South Beach                                  | Lane Bailey           | Aflevering: 'Pirates of the Caribbean'                    |
| 1990     | All My Children                              | Spence                | Aflevering #5303 (zonder vermelding)                      |

- Bibsys: 2119027
- Bibliothèque nationale de France: cb14241080m (data)
- Gemeinsame Normdatei: 140568883
- International Standard Name Identifier: 0000 0001 0784 997X
- Library of Congress Control Number: no00085987
- MusicBrainz: 4d3edc0b-fc38-40fe-b5b7-5eaf1c1fd110
- Nationale Bibliotheek van Tsjechië: xx0050090
- Nationale Bibliotheek van Israël: 987007424678305171
- Nederlandse Thesaurus van Auteursnamen: 238991725
- Système universitaire de documentation: 133384985
- Virtual International Authority File: 85619682
- WorldCat: E39PBJptX9yVmK6DvyQkmKqfbd